# Франмар
Франмар (Framarr, Fránmarr) — легендарный побратим Стурлауга Трудолюбивого и конунг в Гардах (Гардарики), правивший в Альдейгьюборге согласно Саге о Стурлауге Трудолюбивом.
Согласно саге Франмар первоначально был побратимом («братом») Коля Краппи, убитого Стурлаугом. Франмар вызвал Стурлауга на поединок, намереваясь отомстить за Коля. Однако старая прорицательница Вефрея, к которой Стурлауг обратился за советом, поведала, что Франмар (в отличие от Коля) «очень храбрый человек и происходит из хорошего рода» и что им лучше быть друзьями. Во время поединка Франмар был сильно ранен Стурлаугом, но его исцелила Вефрея, по совету которой Франмар и Стурлауг побратались.
Франмар участвовал в походе Стурлауга против хундингов и на Бьярмаланд. После возвращения в Швецию на пиру Франмар поклялся «что он окажется в постели Ингибьёрг, дочери конунга Ингвара на востоке в Гардах, и один раз поцелует её или умрет». Впоследствии он сватался к Ингибьёрг, но не сумев прямо добиться её руки, различными хитроумными способами формально выполнил свою клятву. Несмотря на благосклонность Ингибьёрг к Франмару она не решилась выбрать его в мужья.
За поддержкой Франмар обращается к побратиму Стурлаугу, и они вместе идут войной в Гардарики. Во время реашающей битвы погиб конунг Ингвар и его союзник Снэколь, а другой союзник Хвитсерк бежал со своими людьми. Заняв без боя Альдейгьюборг, Стурлауг передаёт город Франмару вместе с титулом конунга. После этого Стурлауг возвращается домой, а Франмар женится на Ингибьёрг и вступает во владение землями, погибшего Ингвара. Согласно саге от Франмара и Ингибьёрг произошёл «большой род и много знатных людей».